# Panamerikanische Spiele 2015/Leichtathletik – 3000 m Hindernis der Männer

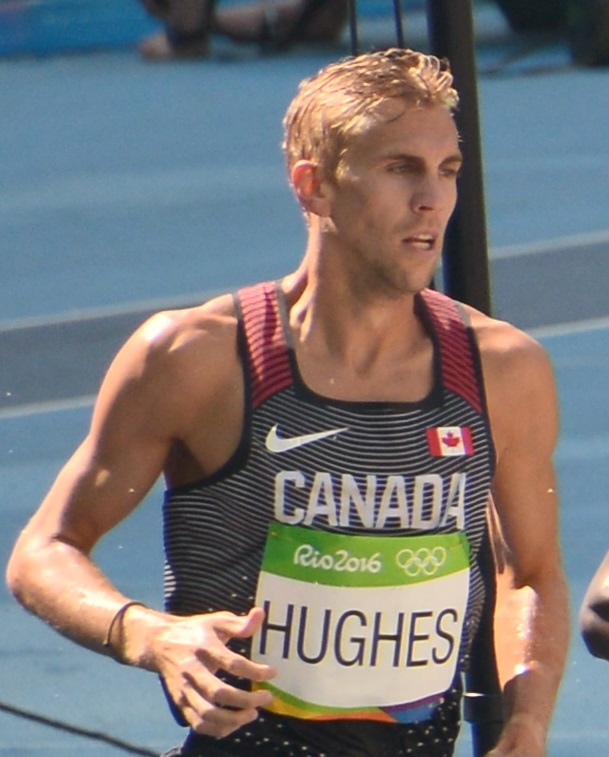
Der Sieger Matthew Hughes (2016)

Der 3000-Meter-Hindernislauf der Männer bei den Panamerikanischen Spielen 2015 fand am 21. Juli im CIBC Pan Am und Parapan Am Athletics Stadium in Toronto statt.
13 Läufer aus neun Ländern nahmen an den Lauf teil. Die Goldmedaille gewann Matthew Hughes nach 8:32,18 min, Silber ging an Alex Genest mit 8:33,83 min und die Bronzemedaille gewann Cory Leslie mit 8:36,83 min.

## Rekorde
Vor dem Wettbewerb galten folgende Rekorde:
| Weltrekord        | Saif Saaeed Shaheen   | 7:53,63 min | Memorial Van Damme, Brüssel, Belgien                  | 3. September 2004 |
| Rekord der Spiele | Wander do Prado Moura | 8:14,41 min | Panamerikanische Spiele in Mar del Plata, Argentinien | 22. März 1995     |

## Ergebnis
21. Juli 2015, 19:10 Uhr
| Platz | Athlet              | Land                    | Zeit (min) |
| ----- | ------------------- | ----------------------- | ---------- |
|       | Matthew Hughes      | Kanada                  | 8:32,18    |
|       | Alex Genest         | Kanada                  | 8:33,83    |
|       | Cory Leslie         | Vereinigte Staaten      | 8:36,83    |
| 4     | Donald Cowart       | Vereinigte Staaten      | 8:49,00    |
| 5     | Mauricio Valdivia   | Chile                   | 8:52,72    |
| 6     | Luis Enrique Ibarra | Mexiko                  | 8:57,70    |
| 7     | José Peña           | Venezuela               | 8:59,40    |
| 8     | Jean Carlos Machado | Brasilien               | 9:04,21    |
| 9     | Enzo Yañez          | Chile                   | 9:07,75    |
| 10    | Alvaro Abreu        | Dominikanische Republik | 9:10,47    |
| 11    | Erick Rodríguez     | Nicaragua               | 9:25,90    |
|       | Gerald Giraldo      | Kolumbien               | DNF        |
|       | Marvin Blanco       | Venezuela               | DSQ 1      |